# Santi Aldama
Pour les articles homonymes, voir Aldama.
Santiago "Santi" Aldama Toledo né le 10 janvier 2001 à Las Palmas en Espagne, est un joueur espagnol de basket-ball évoluant au poste d'ailier fort et mesurant 2,11 m.

## Biographie

### Carrière universitaire
Entre 2019 et 2021, il joue pour les Greyhounds (en) à l'Université Loyola du Maryland.
Le 14 avril 2021, il annonce qu'il se présente à la draft NBA 2021.

### Carrière professionnelle

#### Grizzlies de Memphis (depuis 2021)
Santi Aldama est choisi en 30e position par le Jazz de l'Utah, ses droits sont ensuite envoyés aux Grizzlies de Memphis.

## Statistiques

### Universitaires
| Saison    | Équipe   | Matchs | Titul. | Min./m | % Tir | % 3pts | % LF | Rbds/m. | Pass/m. | Int/m. | Ctr/m. | Pts/m. |
| --------- | -------- | ------ | ------ | ------ | ----- | ------ | ---- | ------- | ------- | ------ | ------ | ------ |
| 2019-2020 | Loyola   | 10     | 9      | 30,4   | 45,9  | 21,7   | 51,5 | 7,60    | 2,10    | 0,90   | 1,70   | 15,20  |
| 2020-2021 | Loyola   | 17     | 17     | 35,0   | 51,3  | 36,8   | 68,6 | 10,12   | 2,29    | 1,00   | 1,71   | 21,24  |
| Carrière  | Carrière | 27     | 26     | 33,3   | 49,5  | 30,6   | 63,9 | 9,20    | 2,20    | 1,00   | 1,70   | 19,00  |

### Professionnelles

#### Saison régulière
| Saison    | Équipe   | Matchs | Titul. | Min./m | % Tir | % 3pts | % LF | Rbds/m. | Pass/m. | Int/m. | Ctr/m. | Pts/m. |
| --------- | -------- | ------ | ------ | ------ | ----- | ------ | ---- | ------- | ------- | ------ | ------ | ------ |
| 2021-2022 | Memphis  | 32     | 0      | 11,3   | 40,2  | 12,5   | 62,5 | 2,70    | 0,70    | 0,20   | 0,30   | 4,10   |
| 2022-2023 | Memphis  | 77     | 20     | 21,8   | 47,0  | 35,3   | 75,0 | 4,80    | 1,30    | 0,60   | 0,60   | 9,00   |
| 2023-2024 | Memphis  | 61     | 35     | 26,5   | 43,5  | 34,9   | 62,1 | 5,80    | 2,30    | 0,70   | 0,90   | 10,70  |
| 2024-2025 | Memphis  | 65     | 16     | 25,5   | 48,3  | 36,8   | 69,1 | 6,40    | 2,90    | 0,80   | 0,40   | 12,50  |
| Carrière  | Carrière | 235    | 71     | 22,6   | 45,9  | 34,5   | 69,2 | 5,20    | 1,90    | 0,60   | 0,60   | 9,80   |

#### Playoffs
| Saison   | Équipe   | Matchs | Titul. | Min./m | % Tir | % 3pts | % LF  | Rbds/m. | Pass/m. | Int/m. | Ctr/m. | Pts/m. |
| -------- | -------- | ------ | ------ | ------ | ----- | ------ | ----- | ------- | ------- | ------ | ------ | ------ |
| 2023     | Memphis  | 6      | 0      | 16,8   | 45,5  | 46,7   | 100,0 | 4,30    | 1,20    | 0,50   | 0,00   | 6,50   |
| Carrière | Carrière | 6      | 0      | 16,8   | 45,5  | 46,7   | 100,0 | 4,30    | 1,20    | 0,50   | 0,00   | 6,50   |

## Records sur une rencontre en NBA
Les records personnels de Santi Aldama en NBA sont les suivants, :
| Type de statistique        | Saison régulière | Saison régulière          | Saison régulière |
| Type de statistique        | Record           | Adversaire                | Date             |
| -------------------------- | ---------------- | ------------------------- | ---------------- |
| Points                     | 29               | Spurs de San Antonio      | 17 janvier 2025  |
| Paniers marqués            | 12               | Nuggets de Denver         | 19 novembre 2024 |
| Paniers tentés             | 27               | Celtics de Boston         | 19 novembre 2023 |
| Paniers à 3 points réussis | 6                | Celtics de Boston         | 19 novembre 2023 |
| Paniers à 3 points tentés  | 15               | Celtics de Boston         | 19 novembre 2023 |
| Lancers francs réussis     | 8                | Mavericks de Dallas       | 20 mars 2023     |
| Lancers francs tentés      | 9                | Mavericks de Dallas       | 20 mars 2023     |
| Rebonds offensifs          | 7                | Trail Blazers de Portland | 25 novembre 2024 |
| Rebonds défensifs          | 12               | @ Sixers de Philadelphie  | 2 novembre 2024  |
| Rebonds totaux             | 17               | Trail Blazers de Portland | 25 novembre 2024 |
| Passes décisives           | 11               | Spurs de San Antonio      | 1er mars 2025    |
| Interceptions              | 2                | Celtics de Boston         | 10 avril 2022    |
| Contres                    | 2                | 2 fois                    | 2 fois           |
| Balles perdues             | 4                | Celtics de Boston         | 10 avril 2022    |
| Minutes jouées             | 31               | Celtics de Boston         | 10 avril 2022    |

- Double-double : 21
- Triple-double : 0

Dernière mise à jour : 1er mars 2025

## Vie privée
Il est le fils du joueur de basket-ball Santiago Aldama, qui a notamment participé aux Jeux olympiques d'été de 1992 à Barcelone avec l'Équipe d'Espagne masculine de basket-ball